# Konsortium für eine europäische Forschungsinfrastruktur
Das Konsortium für eine europäische Forschungsinfrastruktur (European Research Infrastructure Consortium, ERIC) ist eine besondere Rechtsform in Europa zur Kooperation von verschiedenen Forschungsverbünden mit dem Ziel, gemeinsame Forschungsinfrastrukturen aufzubauen und zu unterhalten. Da Forschungsinfrastrukturen immer komplexer und größer werden, sollen ERICs zu einer Bündelung der Aktivitäten führen und somit Forschung vereinfachen und verbessern. ERICs sind Teil der Aktivitäten zur Förderung der Forschungsinfrastrukturen, zu denen auch Forschungsinfrastrukturen des Europäischen Strategieforums für Forschungsinfrastrukturen (englisch European Strategy Forum on Research Infrastructures, ESFRI) sowie der großen europäischen zwischenstaatlichen Einrichtungen (wie CERN, EMBL, ESA oder ESO) gehören.

## Finanzierung
Ein ERIC wird durch die Länder, die dem ERIC beitreten, finanziert, kann aber auch als juristische Person Förderprojekte beantragen. Es wird nicht als Einrichtung der Europäischen Kommission finanziert.

## Rechtsgrundlage
Die Rechtsgrundlage für die Schaffung von ERICs wird durch eine Verordnung der Europäischen Kommission geschaffen.

## Bestehende ERICs
Mit Stand vom April 2025 gibt es 30 aktive ERICs, und zwar:
1. ACTRIS – Aerosol, Clouds and Trace Gases Research Infrastructure („Forschungsinfrastruktur Aerosole, Wolken und Spurengase“)
2. BBMRI – Biobanking and Biomolecular Resources Research Infrastructure („Forschungsinfrastruktur für Biobankwesen und biomolekulare Ressourcen“)[5]
3. CERIC – Central European Research Infrastructure Consortium („Mitteleuropäisches Forschungsinfrastruktur-Konsortium“)[6]
4. CESSDA – Consortium of European Social Science Data Archives („Konsortium europäischer Sozialwissenschaftsarchive“)[7]
5. CLARIN – Common Language Resources and Technology Infrastructure (seit 29. Februar 2012)
6. CTAO -  Cherenkov Telescope Array Observatory (seit 7. Januar 2025)
7. DARIAH – Digital Research Infrastructure for the Arts and Humanities („Digitale Forschungsinfrastruktur für Kunst- und Geisteswissenschaften“)[8]
8. EATRIS – European Advanced Translational Research Infrastructure in Medicine („Europäische Forschungsinfrastruktur für fortgeschrittene translationale Forschung in der Medizin“)[9]
9. ECCSEL – European Carbon Dioxide Capture and Storage Laboratory Infrastructure („Europäische Labor-Infrastruktur für CO2-Abscheidung und -Speicherung“)
10. ECRIN – European Clinical Research Infrastructures Network („Europäisches Netzwerk von Infrastrukturen zur klinischen Forschung“)[10]
11. EHRI – European Holocaust Research Infrastructure („Europäische Forschungsinfrastruktur für Holocaustforschung“)
12. ELI – Extreme Light Infrastructure
13. EMBRC – European Marine Biology Resource Center („Europäisches Zentrum für Meeresbiologie-Ressourcen“)
14. EMSO – European Multidisciplinary Seafloor and water-column Observatory[11]
15. EPOS – European Plate Observing System („Europäisches System zur Überwachung tektonischer Platten“)
16. E-RIHS – Europäische Forschungsinfrastruktur für Kulturerbeforschung[12] (seit April 2025)
17. ESS – Europäische Spallationsquelle
18. ESS – European Social Survey („Europäische sozialwissenschaftliche Vergleichsstudie“)[13]
19. EU-OPENSCREEN – European Infrastructure of Open Screening Platforms for Chemical Biology („Europäische Infrastruktur offener Screening-Plattformen für die Biochemie“)
20. EU-SOLARIS – European Research Infrastructure for Concentrated Solar Power / Solar Thermal Energy („Europäische Forschungsinfrastruktur für konzentrierte Sonnenenergie“)
21. EURO-ARGO – Global Ocean Observing Infrastructure („Infrastruktur zur weltweiten Überwachung der Ozeane“)[14]
22. Euro-Bioimaging – Gateway to European biological and biomedical imaging („Zugangsportal zu biologischer und biomedizinischen bildgebenden Verfahren in Europa“)
23. ICOS – Integrated Carbon Observation System („Integriertes Kohlenstoffüberwachungssystem“)
24. INSTRUCT – Integrated Structural Biology („Integrierte Strukturbiologie“)
25. INFRAFRONTIER – European Research Infrastructure for the generation, phenotyping, archiving and distribution of in vivo/in vitro model systems and related data („Europäische Forschungsinfrastruktur für die Erzeugung, phänotypische Charakterisierung, Archivierung und Verteilung von In-vivo- und In-vitro-Modellsystemen und zugehörigen Daten“)
26. JIVE – Joint Institute for VLBI („Gemeinsames Institut für Very Long Baseline Interferometry“)[15]
27. LifeWatch – European “Big Data” e-infrastructure to support biodiversity research („Europäische ‚Big-Data‘-E-Infrastruktur zur Unterstützung der Forschung zur Biodiversität“)
28. LOFAR (“Low-Frequency Array”) – Infrastruktur für Niederfrequenz-Radioastronomie (ein Radiointerferometer)
29. MIRRI – Microbial Resource Research Infrastructure („Forschungsinfrastruktur für Mikrobiologie-Ressourcen“)
30. SHARE – Survey of Health, Ageing and Retirement in Europe („Studie zu Gesundheit, Altern und Ruhestand“)[16] (seit 17. März 2011)